# Sigmund Rascher
Sigmund Rascher (München, 12 februari 1909 - Dachau, 26 april 1945) was een Duitse nazi-arts.
Rascher volgde een opleiding in de medicijnen toen hij in 1933 lid werd van de NSDAP. In 1936 voegde hij zich bij de Sturmabteilung (SA). In 1939 werd hij naar de SS gehaald. Door een goede relatie met SS-leider Heinrich Himmler maakte hij snel carrière. In 1942 werd Rascher, evenals Claus Schilling, arts in het concentratiekamp Dachau.
Sigmund Rascher is berucht geworden door zijn medische experimenten die hij deed op de gevangenen van Dachau. Hij testte daar onder andere wat onderkoeling en zeer lage luchtdruk met mensen doet.
Rascher viel aan het einde van de oorlog in ongenade en werd zelf geïnterneerd. Vlak voordat de Amerikanen het concentratiekamp in april 1945 bevrijdden werd hij met een nekschot doodgeschoten.